# سیه‌دولان (اهر)
سیه‌دولان یکی از روستاهای استان آذربایجان شرقی است که در دهستان ورگهان بخش مرکزی شهرستان اهر واقع شده‌است.این روستا ۳۹ نفر جمعیت دارد.